# Long Way Down (album của Tom Odell)
Long Way Down là album đầu tay của ca sĩ-nhạc sĩ người Anh Tom Odell. Nó được phát hành vào ngày 24 tháng 6 năm 2013. Nó album đầu tiên của anh với một hãng thu âm lớn, và được phát hành bởi Columbia.

## Đĩa đơn
"Can't Pretend" được phát hành đĩa đơn đầu tiên vào ngày 06 Tháng Ba năm 2013 và như đĩa đơn đầu tiên với Columbia Records.
Odell phát hành đĩa đơn thứ hai, " Hold me ", vào ngày 31 tháng 3 năm 2013. Sau đó, anh biểu diễn bài hát trên Alan Carr: Chatty Man
"Another Love" đã xuất hiện trên EP của Odell Songs from Another Love và được phát hành như đĩa đơn thứ ba của album vào ngày 17 tháng 6 năm 2013.

## Đón nhận
| Đánh giá chuyên môn | Đánh giá chuyên môn |
| Điểm trung bình     | Điểm trung bình     |
| Nguồn               | Đánh giá            |
| ------------------- | ------------------- |
| Metacritic          | 58/100              |
| Nguồn đánh giá      |                     |
| Nguồn               | Đánh giá            |
| The Guardian        | [ 3 ]               |
| The Independent     | [ 4 ]               |
| MusicOMH            | [ 5 ]               |
| NME                 | 0/10                |
| The Observer        | [ 7 ]               |
| PopMatters          | 3/10                |
| The Telegraph       | [ 9 ]               |
| This Is Fake DIY    | 3/10                |

Sau khi phát hành, "Long Way Down" đã nhận được nhiều đánh giá. Trên Metacritic, album nhận được điểm trung bình là 58 dựa trên 12 đánh giá bởi các nhà phê bình chính thống.
NME cho album 0/10 điểm, khiến cha của Odell đến khiếu nại với tạp chí.

## Danh sách bài hát
Tất cả các bài hát được viết bởi Tom Odell và sản xuất bởi Dan Grech-Marguerat.
| STT              | Nhan đề            | Thời lượng |
| ---------------- | ------------------ | ---------- |
| 1.               | "Grow Old with Me" | 3:03       |
| 2.               | "Hold Me"          | 3:08       |
| 3.               | "Another Love"     | 4:04       |
| 4.               | "I Know"           | 3:52       |
| 5.               | "Sense"            | 4:24       |
| 6.               | "Can't Pretend"    | 3:37       |
| 7.               | "Till I Lost"      | 3:37       |
| 8.               | "Supposed to Be"   | 3:33       |
| 9.               | "Long Way Down"    | 2:29       |
| 10.              | "Sirens"           | 3:41       |
| Tổng thời lượng: | Tổng thời lượng:   | 35:20      |

| Deluxe edition bonus tracks | Deluxe edition bonus tracks     | Deluxe edition bonus tracks | Deluxe edition bonus tracks |
| STT                         | Nhan đề                         | {{{extra_column}}}          | Thời lượng                  |
| --------------------------- | ------------------------------- | --------------------------- | --------------------------- |
| 11.                         | "I Think It's Gonna Rain Today" |                             | 2:54                        |
| 12.                         | "Storms"                        |                             | 3:08                        |
| 13.                         | "Heal"                          |                             | 3:13                        |
| 14.                         | "Till I Lost"                   | demo                        | 4:23                        |
| 15.                         | "Grow Old with Me"              | demo                        | 2:47                        |

| iTunes bonus tracks | iTunes bonus tracks | iTunes bonus tracks | iTunes bonus tracks |
| STT                 | Nhan đề             | {{{extra_column}}}  | Thời lượng          |
| ------------------- | ------------------- | ------------------- | ------------------- |
| 16.                 | "Supposed to Be"    | video               | 3:36                |

## Bảng xếp hạng hàng tuần
| Bảng xếp hạng (2013)                | Vị trí cao nhất |
| ----------------------------------- | --------------- |
| Australian Albums (ARIA)            | 66              |
| Album Áo (Ö3 Austria)               | 48              |
| Album Bỉ (Ultratop Vlaanderen)      | 5               |
| Album Bỉ (Ultratop Wallonie)        | 26              |
| Album Đan Mạch (Hitlisten)          | 36              |
| Album Đức (Offizielle Top 100)      | 17              |
| Album Hà Lan (Album Top 100)        | 1               |
| Album New Zealand (RMNZ)            | 39              |
| Album Ireland (IRMA)                | 5               |
| Album Scotland (OCC)                | 1               |
| Album Thụy Sĩ (Schweizer Hitparade) | 2               |
| UK Albums (OCC)                     | 1               |